# (24048) Pedroduque
(24048) Pedroduque ist ein Asteroid des Hauptgürtels, der am 10. Oktober 1999 vom katalanischen Astronomen Jaume Nomen am Observatorium Ametlla de Mar (IAU-Code 946) von L’Ametlla de Mar in der Provinz Tarragona in Spanien entdeckt wurde.
Der Asteroid ist nach dem spanischen Astronauten Pedro Francisco Duque (* 1963) benannt, der als erster Spanier als Missionsspezialist der ESA an Bord von STS-95 ins All flog. Im Oktober 2003 absolvierte er seinen zweiten Weltraumflug bei einem einwöchigen Aufenthalt auf der ISS im Rahmen der Sojus-Mission TMA-3.